# Gertie Millar

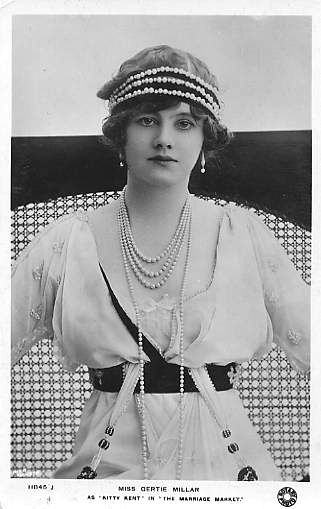
Gertie Millar

Gertrude "Gertie" Millar (21 februari 1879 - 25 april 1952) was een populaire Engelse actrice en zangeres gedurende het edwardiaans tijdperk.

## Levensloop
Gertie Millar werd geboren in Bradford waar haar vader, John Millar, molenaar was en haar moeder, Elizabeth Millar, naaister.
Op 13-jarige leeftijd verscheen Millar voor het eerst op het toneel in Babes in the Woods in het St. James Theatre te Manchester. Ook begon zij te zingen in de variététheaters in Yorkshire. Niet lang daarna verhuisde zij naar Londen en begon daar in theaters te werken.
In het begin van de 20ste eeuw speelde zij hoofdrollen in een aantal zeer succesvolle musicals geproduceerd door George Edwardes. In 1901 gaf Lionel Monckton Millar een rol in de musical The Messenger Boy, waar zij een aantal nummers ten gehore bracht dewelke bij het publiek zeer in de smaak vielen en Millar tot een ster maakten. Zij huwde Monckton in 1902 en speelde in een reeks van zeer succesvolle en populaire musicals.
In 1924 overleed haar echtgenoot, en zij hertrouwde met William Humble Ward (graaf van Dudley), dewelke stierf in 1932.
Gertie Millar, nu bekend als Lady Dudley, stierf op 73-jarige leeftijd in Chiddingfold.
Gertie Millar is een van de meest gefotografeerde actrices uit het Edwardiaans tijdperk, tezamen met Lily Elsie en Gabrielle Ray.
- Bibliothèque nationale de France: cb170464177 (data)
- Gemeinsame Normdatei: 1199016071
- International Standard Name Identifier: 0000 0000 2489 0950
- Library of Congress Control Number: n80062667
- SNAC: w69w3gw5
- Virtual International Authority File: 40672317
- WorldCat: E39PBJqvTWYYpTTbybqbVvtYfq